# Phomatospora leptasca
Phomatospora leptasca är en svampart som tillhör divisionen sporsäcksvampar, och som först beskrevs av Peck och George William Clinton, och fick sitt nu gällande namn av James Reid och Colin Booth. Phomatospora leptasca ingår i släktet Phomatospora, klassen Sordariomycetes, divisionen sporsäcksvampar och riket svampar. Arten är reproducerande i Sverige.